# Jamea Jackson
Jamea Jackson (* 7. September 1986 in Atlanta, Georgia) ist eine ehemalige US-amerikanische Tennisspielerin.

## Karriere
Jackson begann im Alter von acht Jahren mit dem Tennisspiel. Ihr Vater Ernie Jackson war in den 1970er Jahren Cornerback bei den New Orleans Saints in der National Football League. Ab 2003 spielte sie auf dem ITF Women’s Circuit und gewann zwei Titel im Einzel. Auf WTA-Ebene erreichte sie 2006 das Finale in Birmingham, unterlag dort allerdings Wera Swonarjowa äußerst knapp mit 6:712 und 6:75. Im selben Jahr spielte sie für das amerikanische Fed-Cup-Team gegen Deutschland und konnte ihre Spiele gegen Anna-Lena Grönefeld und Martina Müller für sich entscheiden. Ab Ende 2006 litt sie unter Hüftschmerzen und unterzog sich deshalb 2007 einer Operation. Nach einer achtmonatigen Pause kehrte sie im April 2008 nochmals auf die Tour zurück, musste wegen ihrer Verletzung nach den US Open jedoch erneut passen. 2009 erklärte sie schließlich ihren Rücktritt.

## Einzeltitel
| Nr. | Datum             | Turnier | Kategorie   | Belag     | Finalgegnerin    | Ergebnis  |
| --- | ----------------- | ------- | ----------- | --------- | ---------------- | --------- |
| 1.  | 22. Juni 2003     | Dallas  | ITF $10.000 | Hartplatz | Angela Haynes    | 7:65, 6:3 |
| 2.  | 21. November 2004 | Tucson  | ITF $50.000 | Hartplatz | Stephanie Dubois | 7:65, 7:5 |

## Abschneiden bei Grand-Slam-Turnieren

### Einzel
| Turnier         | 2004 | 2005 | 2006 | 2007 | 2008 | Karriere |
| --------------- | ---- | ---- | ---- | ---- | ---- | -------- |
| Australian Open | —    | —    | 2R   | —    | —    | 2R       |
| French Open     | —    | —    | 2R   | 1R   | —    | 2R       |
| Wimbledon       | —    | 2R   | 2R   | 1R   | —    | 2R       |
| US Open         | 1R   | 1R   | 2R   | 1R   | 1R   | 2R       |

### Doppel
| Turnier         | 2004 | 2005 | 2006 | 2007 | Karriere |
| --------------- | ---- | ---- | ---- | ---- | -------- |
| Australian Open | —    | —    | —    | —    | —        |
| French Open     | —    | —    | 1R   | —    | 1R       |
| Wimbledon       | —    | —    | 1R   | —    | 1R       |
| US Open         | 1R   | 1R   | 1R   | 1R   | 1R       |